# August Meineke
Johann Albert Friedrich August Meineke, född den 8 december 1790 i Soest, död den 12 december 1870, var en tysk klassisk filolog.
Meineke, som 1826-1857 var rektor för Joachimsthalgymnasiet i Berlin, var en framstående och produktiv textkritiker på den grekiska filologins område. Hans främsta arbete är Graecorum comicorum fragmenta (5 band, 1839-1857; en mindre edition i 2 band 1847).